# Campli
Campli è un comune italiano di 6 543 abitanti della provincia di Teramo in Abruzzo.

## Geografia fisica
Il territorio di Campli confina a nord con Civitella del Tronto e Sant'Omero, ad est con Bellante, a sud con Teramo e ad ovest con Valle Castellana e Torricella Sicura.
Nella classificazione sismica della protezione civile è identificato come Zona 2, cioè zona a sismicità media, mentre nella classificazione climatica è contrassegnato come Zona D.

## Storia

### Antichità: Campovalano di Campli
Il territorio, con i reperti archeologici rinvenuti, ha dimostrato di essere abitato sin dall'epoca italica (VIII-II sec. a.C.), ma dalle scoperte fatte in località Campovalano di Campli, l'area doveva essere abitata sin dal Neolitico.

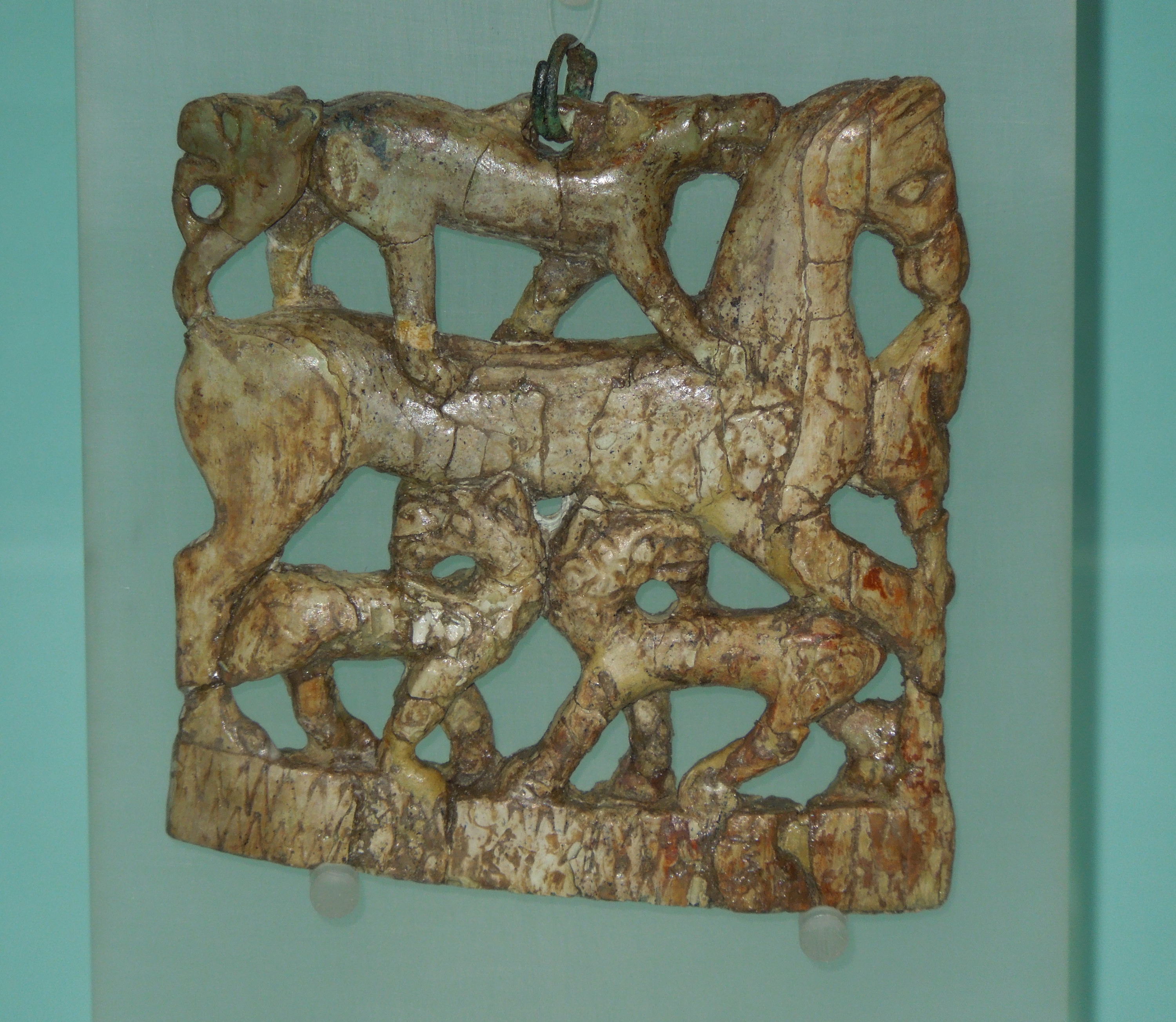
Placca d'avorio trovata nella tomba 127, Museo archeologico Nazionale di Campli

La necropoli di questa contrada, i cui scavi sono stati effettuati dalla Soprintendenza negli anni '70, ha riportato alla luce 600 tombe, che abbracciano un arco cronologico che va dall'età del Bronzo alla conquista romana. Il corredo funebre della prima fase è molto semplice, caratterizzato da un solo oggetto decorativo posto sul torace dell'inumato. Nelle sepolture del VII-VI sec. a.C. si evidenziano cambiamento del sistema di sepoltura, con arricchimento dei corredi. La tomba n. 100, che per la grandezza, la monumentalità e la ricchezza del corredo, lascia immaginare che fosse quella di un personaggio d'alto rango sociale, poiché accanto al sepolcro sono stati rinvenuti i resti di un carro da guerra.
Questa fase delle sepolture è detta "regia", per la presenza dei sepolcri di vari capi della tribù, la tipologia dei sepolcri è a tumulo, con un diametro variante dai 4 ai 25 metri. Il corredo funebre sia per gli uomini che per le donne sono accomunati dalla presenza di ceramiche e vasi di bronzo, a significare la simbologia del banchetto funebre: nelle tombe maschili prevale il corredo composto da armi, mentre per le donne ci sono gli strumenti domestici per la cucitura, la tessitura, la filatura. Dopo la fase "monarchica", la più antica, e quella "repubblicana" del VI-IV secolo, segue quella "ellenistica" del III-I secolo a.C., con le tombe più semplici scavate a fossa, orientate verso sud, con i corredi in ceramica lavorati a tornio, frequentemente verniciate in nero. Nelle sepolture femminili si rinvengono numerosi strumenti per la cura del corpo, come netta-unghie, netta-orecchie, gingilli in bronzo e d'oro come orecchini, mentre nelle tombe maschili spariscono le armi, per lasciare spazio ad oggetti per la pratica sportiva.
Con la scomparsa di questa civiltà, facente parte del gruppo italico dei Pretuzi, stanziati nell'ager pretuziano (intorno l'antica Interamnia Urbs, ossia Teramo), l'area divenne nuovamente territorio agricolo-pastorale, e presso i sepolcri venne edificata nell'XI-XII secolo la chiesa di San Pietro Apostolo in Campovalano. Gran parte degli oggetti, come ceramiche e vasellame, oltre al piccolo museo di Campovalano di Campli, sono oggi conservati nella sezione distaccata del Museo Archeologico d'Abruzzo presso l'ex convento di San Francesco, nel centro di Campli.

### Epoca romana
Non si conoscono le origini di fondazione della romana "Campulum"; forse furono dei fuoriusciti di Campiglio, collina sopra la valle dove oggi si trova un santuario, che gettarono le fondamenta di Capo Campli, nel quartiere omonimo, che prese poi il nome di "Riccetto", per la presenza di ebrei dal Medioevo. Altri asseriscono che Campli derivi da "intra campi". Nella frazione Battaglia, presso la montagna, è stato ritrovato un ripostiglio contenente una quarantina di monete d'argento che vanno dal 323 alla metà del II secolo a.C. Facendo parte della tribù dei Pretuzi, i cittadini dell'antica "Campulum", nel 462 a.C. vennero sottomessi dai Romani con cui stipularono un patto di alleanza, insieme ai vicini Sanniti.
Durante il periodo romano, già a Campli si formarono uomini illustri come Lenate, lo schiavo dotto di Pompeo e Lucio Tario Rufo, che venne promosso nella milizia romana, entrando nel circolo privato dell'imperatore Augusto.

### Medioevo

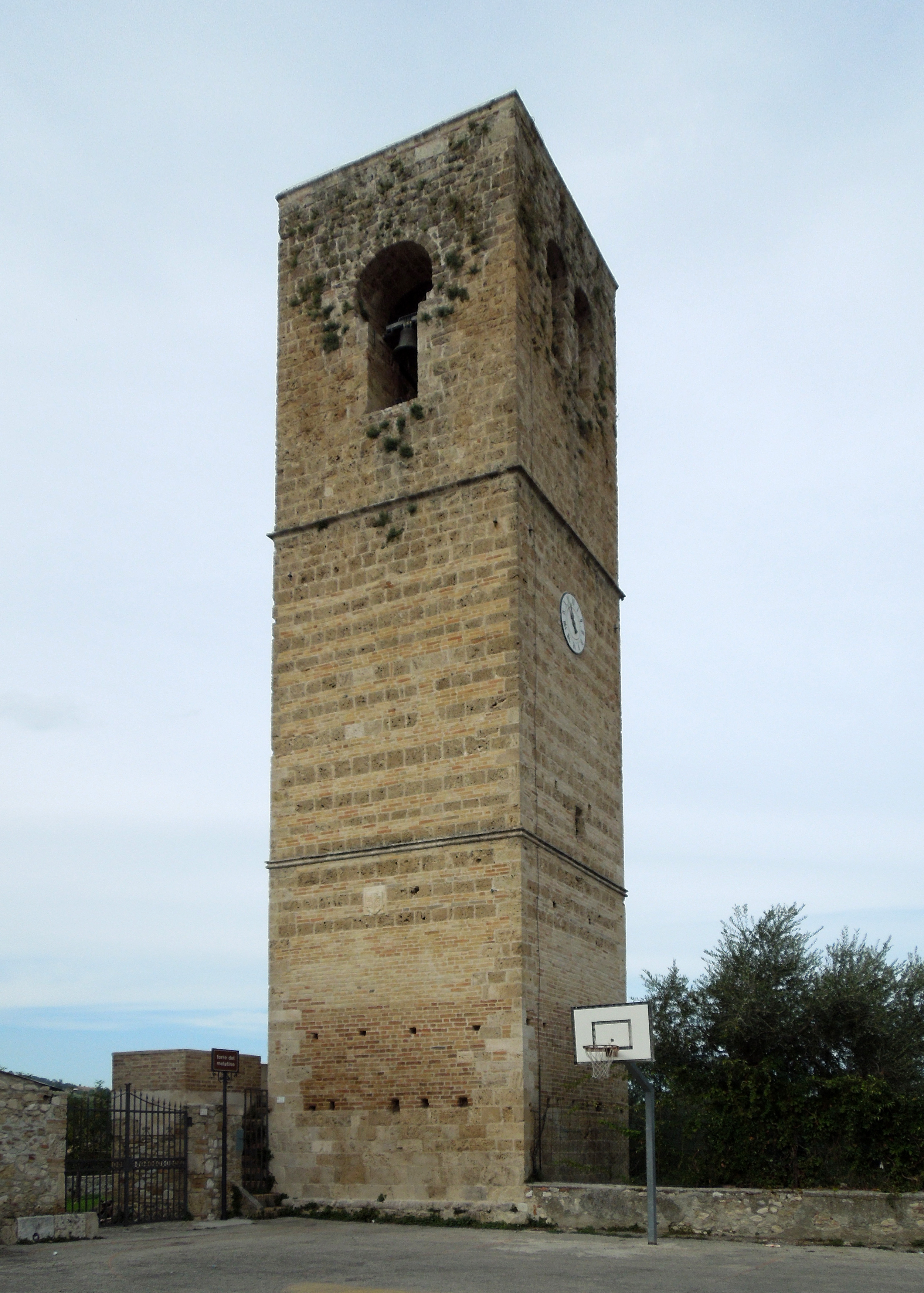
Torre Melatino a Campli (contrada Nocella)

Secondo l'abate Giovan Battista Pacichelli, autore di trattati di carattere storico e geografico sul Regno di Napoli, il toponimo deriverebbe dall'espressione "intra campi". Sempre secondo il Pacichelli la fondazione di Campli sarebbe da attribuire ai fuoriusciti del castello Campidoglio. Le prime notizie dell'abitato medievale si hanno nell'anno 894, in un documento sul cambio di terreno in accordo tra il conte Adalberto e il vescovo Giovanni d'Apruzio, venendo inserita nel Comitato d'Aprutium, ossia dell'antico agro di Interamnia Urbs (Teramo).
Nel 1271 Campli era divisa in due quartieri distinti, i cui elementi anche oggi sono rintracciabili in questi nuclei: agli inizi del '300 per un aumento della popolazione, si aggiunsero altri sobborghi a quelli esistenti, ossia Castelnuovo e Nocella, posti sulle colline a confluenza dei torrenti Fiumicino e Siccagno.
Nei nuovi statuti del 1575 Campli risulta divisa in quattro rioni, difesi da mura e accessibili da porte e ponti. al quartiere Nocella si accedeva mediante Porta da Capo ad ovest, Porta da Piedi ad est e Porta Sant'Angelo a sud, oggi tutte distrutte; al paese vero e proprio si accedeva mediante Porta Santa Chiara (ovest), Porta Castello (est), Porta San Paolo (sud), Porta del Salvatore (nord), anch'esse scomparse, se non riconoscibili nell'originaria collocazione per i resti degli stipiti. Da Porta Castello c'era la strada che terminava nel Portello Viola, mentre il rione Castelnuovo era provvisto di Porta Capo Castello e Porta Orientale o Angioina (l'unica sopravvissuta). Proprio di fronte a questo ingresso fu costruito un fossato attraversabile da un ponte levatoio.
Nei secoli XIII-XIV Campli godette di uno stato di floridezza e progresso, nel 1293 aveva il privilegio da parte di Carlo II d'Angiò di istituire il mercato settimanale; durante questo periodo di costruì forse la seconda cinta muraria fortificata, che prevedeva torri anche all'interno della cittadina, come dimostrano gli svettanti campanili di Santa Maria in Platea, San Francesco e quello del Palazzo Parlamentare (oggi Palazzo Farnese). Nel 1306 fu fondato il monastero dei Frati Francescani, nel 1322 i sindaci eleggevano il loro giudice, nel 1346 in seguito a un'epidemia di peste, venne edificato l'ospedale di Santa Maria della Misericordia; nel 1352 furono sistemate le fortificazioni, nel 1363 la regina Giovanna I concesse una fiera di tre giorni, nel 1372 Campli divenne città libera dipendente dal regio demanio, potendo scegliere il giudice delle cause civili; nel 1395 la chiesa di Santa Maria in Platea divenne collegiata.
Tutti questo privilegi fecero espandere i feudi in possesso di Campli, provocando l'immediata reazione di Teramo, contro cui spesso Campli scese a guerra, come nella guerra del 1363, quando i teramani si misero a saccheggiare le campagne camplesi, risolvendo poi il tutto con nuovi privilegi che investirono la città pretuziana da parte di Giovanna I. Il sindaco della città era Berardo Melatino, facente parte di una nobile e importante famiglia teramana che per anni ebbe in potere la città, contendendosela in guerre civili con i Della Valle e gli Acquaviva. I Melatino si stanziarono anche nella fiorente Campli, come dimostra la torre del Melatino in contrada Nocella, campanile della chiesa parrocchiale. Fu eretta da Roberto IV Melatino nel 1394 come torre di guardia, che poi venne riutilizzata come torre campanaria della chiesa di San Mariano. Si tratta di un grosso parallelepipedo a base quadrata, sulla cui parte superiore si aprono monofore e bifore. Sulla facciata occidentale è incastonato lo stemma Melatino, rappresentato da un albero di melo fiorente

### Dal Cinquecento a oggi
La presenza a Campli del frate San Giovanni da Capestrano permise la fondazione del convento dell'Osservanza dedicato a San Bernardino (1448-49), in seguito venne realizzata la navata occidentale di Santa Maria in Platea (1470-1513), poi venne eretto il monastero di Sant'Onofrio dei Padri Celestini (1489-1510), eletto dal 1614 in abbazia.
Nel 1538 il feudo di Campli venne ceduto da Carlo V a sua figlia Margherita d'Austria, che lo portò in dote al secondo marito Ottavio Farnese, duca di Parma e Piacenza: i Farnese tennero la città fino al 1734, quando venne incorporata nel demanio regio.
Nel 1600 papa Clemente VIII, ad istanza di Ranuccio I Farnese, elevò la città a sede vescovile: la diocesi di Campli venne soppressa con il concordato del 1818 tra Pio VII e Ferdinando I (da allora Campli è sede titolare cattolica).

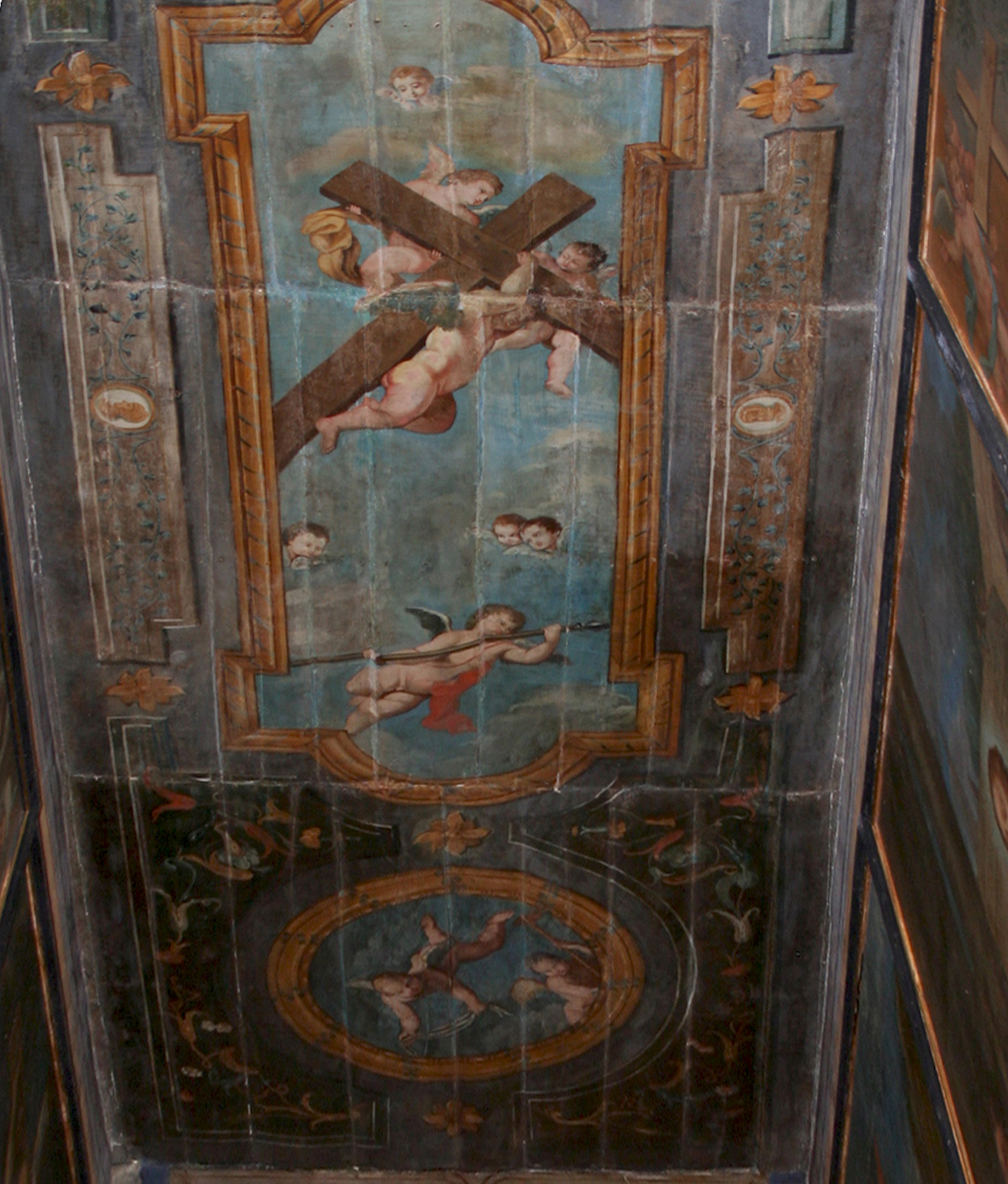
Soffitto della Scala Santa

La "Scala Santa" a Campli venne istituita il 21 gennaio 1772 grazie ad un Privilegio pontificio di Papa Clemente XIV: il merito va al lavoro diplomatico del priore Gianpalma Palma, padre dello storico teramano Niccola Palma, membro principale dell'Arciconfraternita delle Sacre Stimmate. L'edificio, composto di un santuario con l'accesso monumentale, è costituito da ventotto gradini in legno, da percorrere in ginocchio, per la remissione dei peccati. Coloro che effettuano il rito, ricevono l'indulgenza plenaria con lo stesso valore dell'omonima presenta nel complesso di San Giovanni in Laterano a Roma. Sempre nello stesso periodo, Campli divenne seconda sede vescovile della diocesi di Teramo.
Se da una parte Campli, soprattutto nel XVIII secolo, continuò a prosperare, nel secolo precedente subì i saccheggi degli spagnoli, carestie e la pestilenza del 1656, oltre a subire altri saccheggi delle truppe di passaggio durante la "guerra del Sale". Il terremoto verificatosi a L'Aquila nel febbraio 1703 creò danni anche nell'area teramana, danneggiando il Palazzo Farnese e la Collegiata (crollò una parte del campanile), il cui soffitto venne rifatto. Con il rientro di Carlo III di Borbone a Napoli, l'istituzione asburgica dello "Stato Farniesiano", entro cui Campli si trovava, venne smantellato, e così rientrò nel Regno di Napoli (1734). Dopo l'epidemia di tifo del 1764 che decimò la popolazione, i cittadini fecero affidamento all'Immacolata Concezione, che divenne la festa patronale del paese, con conseguente costruzione nel 1776 della Scala Santa.
Dopo 218 anni dalla sua istituzione come seconda sede diocesana, nel 1860 Campli perse questo grande privilegio, che venne spostato ad Atri, mentre il paese subiva il saccheggio dei soldati borbonici e piemontesi, durante la guerra per la presa della fortezza di Civitella del Tronto. In questo caso venne incendiato l'archivio comunale, perdendosi molti storici privilegi. Nel corso degli anni del Novecento, a parte l'emigrazione che in parte fece spopolare il paese, Campli tenta di concentrare tutte le sue forze sul turismo, dato che l'ex convento di San Francesco, ad esempio, è stato scelto negli anni '80 come seconda sede del Museo Nazionale d'Abruzzo per ospitare tutto il patrimonio archeologico della provincia di Teramo.
In occasione del terremoto del 18 gennaio 2017, il paese subì alcuni danni, avendoli già subiti dal terremoto del 6 aprile 2009, e una grave frana coinvolse l'abitato di Castelnuovo, nella parte di espansione moderna.

### Eventi sismici
- Nel biennio 1950-51 vi fu un'intensa attività sismica nell'area del Gran Sasso e dei Monti della Laga che coinvolse anche l'area di Campli. La principale scossa di Mw 5.7 avvenne il 5 settembre 1950, seguita da forti repliche il 18 settembre 1950, l'8 marzo 1951 e il 21 maggio 1951. Poi l’8 agosto 1951 ci fu un altro forte terremoto di Mw 5.3.[6].
- Il 21 aprile 1958, alle ore 3:22:39, si verificò una notevole scossa di terremoto pari al 5º grado della scala Mercalli, sentita anche a Montorio al Vomano.
- Il 20 febbraio 1959, si verificò a Campli un altro episodio sismico, pari al 4º grado della Scala Mercalli, avvertita anche nella vicina Civitella del Tronto.[7].
- Il 6 aprile del 2009 alle ore 3:32 si è verificato il terzo evento sismico che ha avuto una magnitudo momento (Mw) pari a 6,3 (5,8 o 5,9 sulla scala della magnitudo locale), con epicentro alle coordinate geografiche 42°20′51.36″N 13°22′48.4″E ovvero nella zona compresa tra le località di Roio Colle, Genzano e Collefracido, interessando in misura variabile buona parte dell'Italia Centrale. Ad evento concluso il bilancio definitivo è di 308 vittime, oltre 1500 feriti e oltre 10 miliardi di euro di danni stimati. Campli dista dall'epicentro circa 60 km
- Negli anni 2016 e 2017 ci sono stati notevoli danni in paese a causa della sequenza sismica Amatrice-Norcia-Visso. La prima forte scossa si ebbe il 24 agosto 2016. Due potenti repliche avvennero il 26 ottobre 2016. Il 30 ottobre 2016 fu registrata la scossa più forte, di magnitudo momento 6.5 con epicentro tra i comuni di Norcia e Preci. Il 18 gennaio 2017 avvenne una nuova sequenza di quattro forti scosse.

## Monumenti e luoghi d'interesse

### Architetture religiose

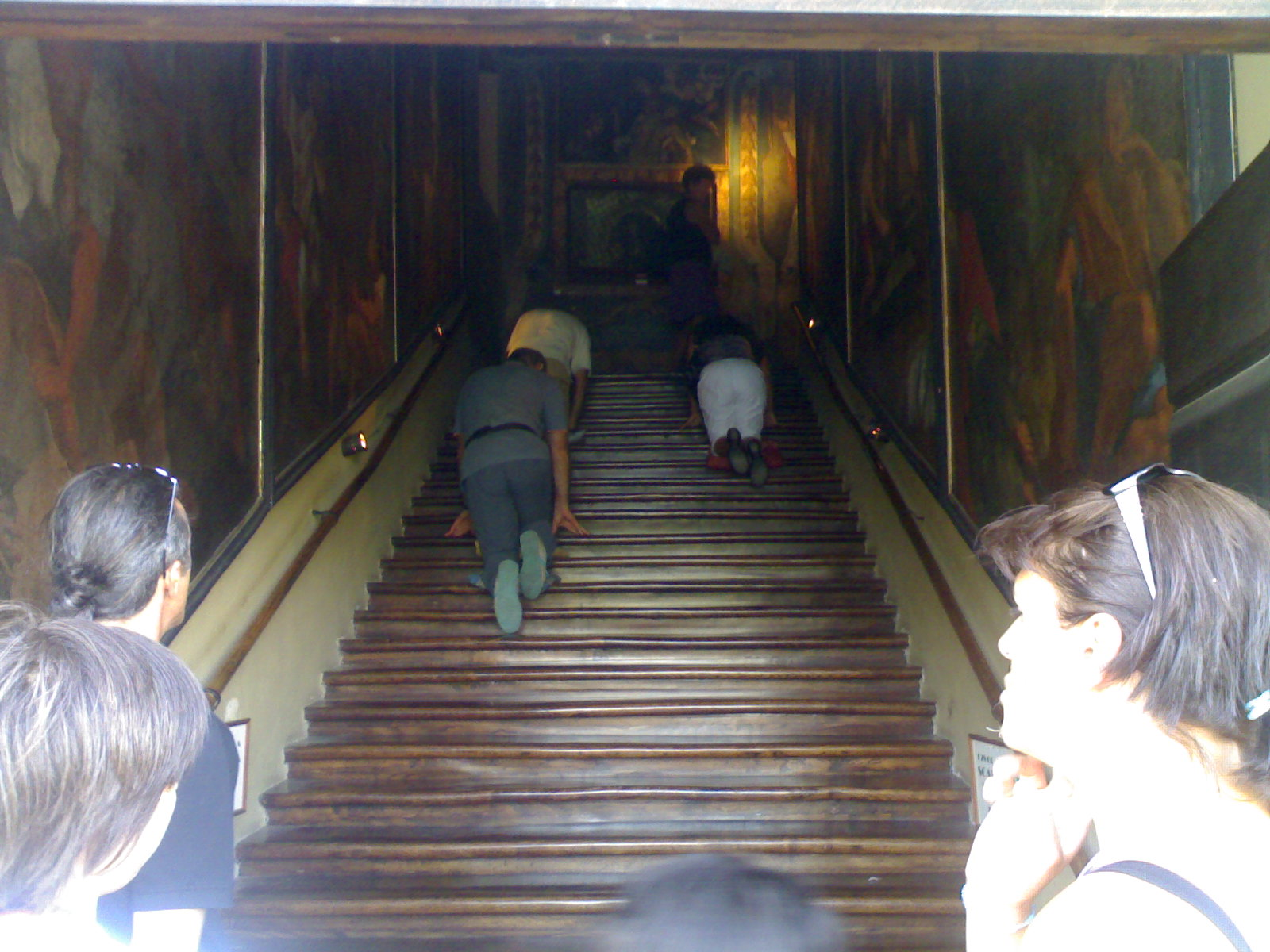
La Scala Santa

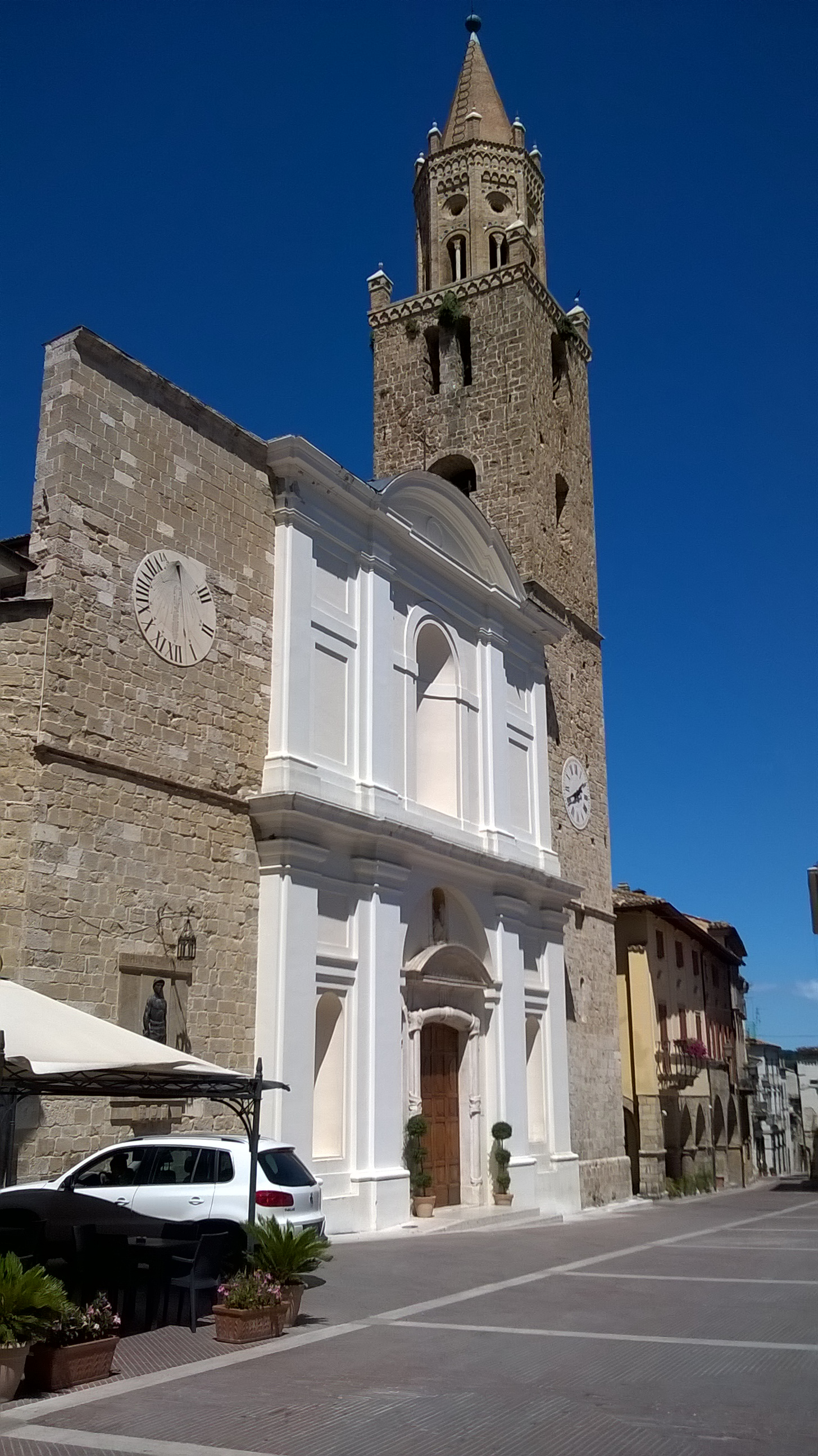
Chiesa di Santa Maria in Platea

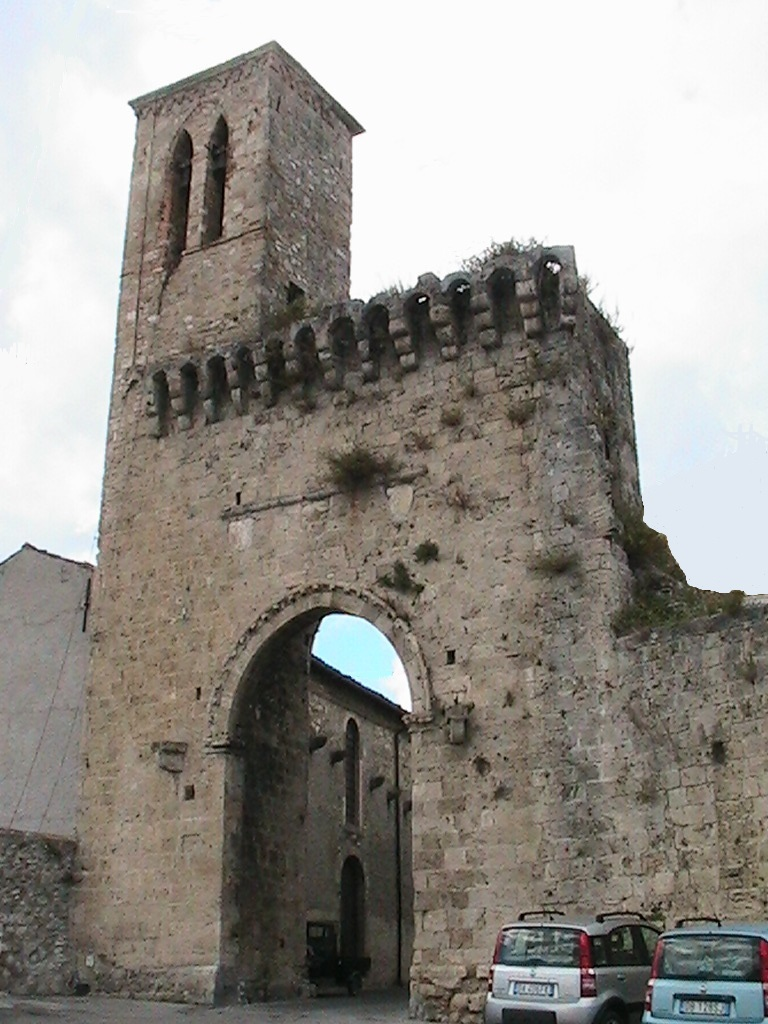
Porta Orientale di Castelnuovo di Campli

- La Scala Santa, eretta nel 1776: una rarità mondiale, rappresentata da 28 gradini in legno d'ulivo, annessa alla chiesa di San Paolo.
- Chiesa di Santa Maria in Platea, chiesa trecentesca a pianta basilicale, con un pregevole campanile in stile gotico. Il maestoso soffitto ligneo fu realizzato da Donato Teodoro tra il primo e secondo decennio del 1700. Inclusa nel 1902 nell'elenco dei Monumenti nazionali italiani;[8][9]
- Chiesa di San Francesco d'Assisi, costruita nel XIV secolo, con facciata in conci di pietra squadrata e con portale decorato. La coeva torre campanaria venne smontata perché pericolante: nel 1997 è stata ricostruita. All'interno si possono notare residui di affreschi trecenteschi. È classificata come monumento nazionale italiano.[9]
- Chiesa di San Giovanni Battista, situata nel quartiere di Castelnuovo, a ridosso della trecentesca porta Orientale. Nella facciata presenta un elegante portone in pietra del XIV secolo e uno stemma di Carlo d'Angiò. L'interno è a due navate: la sinistra originale, la destra aggiunta nel XV secolo. Alle pareti ci sono affreschi quattrocenteschi. Il soffitto è decorato con motivi richiamanti il cielo stellato.
- Convento di San Pietro, a Campovalano;
- Convento di San Bernardino da Siena sul Colle Santa Lucia, oggi abbandonato.

#### Chiese scomparse
- Chiesa e monastero di Santa Chiara –L'intero complesso religioso, costituito dal convento delle monache e dalla chiesa non è più esistente. Ne ricorda la memoria Niccola Palma, nel IV libro della sua opera Storia della città e diocesi di Teramo pubblicato nell'anno 1834. Egli scrive che sebbene sia stata nota la presenza di questo cenobio delle monache clarisse, costruito nella zona sud-ovest del centro urbano camplese, in prossimità del torrente «Sercagno», (oggi Siccagno), non sono sopravvissute fonti o testimonianze scritte da cui poterne ricostruire l'intera storia. Lo storico riesce solo a comprovarne l'esistenza nel XIV secolo e nel XV secolo attraverso la lettura di due atti testamentari rinvenuti nell'archivio del paese di Sant'Onofrio: il primo, redatto il 27 maggio 1369, di «Francesca vedova di un tal Savino», che dispone dei legati alla chiesa di Santa Chiara; il secondo del 30 gennaio 1478, in cui «Nello di Pietro Jannunzi» con instrumento del notaio «Antonio de Russis» nomina suo erede il nipote «Antonio di Nardo Jannunzi» su cui gravano dei legati a favore di alcune chiese camplesi, tra le quali figura anche quella di Santa Chiara. Nelle carte del «Catasto di Campli», costituito nel XVI secolo, nel periodo antecedente al 1554, si legge che il monastero fosse già caduto, ma perduravano ancora gli accatastamenti dei fondi delle «Monache di Campli di Santa Clara», in seguito passati ai «PP. conventuali».[10]

### Architetture civili
- Il Palazzo Farnese[11](attualmente sede del Municipio) è stato costruito alla fine del XIII sec., è l’edificio più antico d’Abruzzo, sono state apportate modifiche nel XVI secolo. Il prospetto antistante piazza Vittorio Emanuele presenta al piano terra sette archi a tutto sesto sostenuti da pilastri, il portico coperto da volte a crociera in mattoni. Il secondo livello presenta sei trifore caratterizzate da un archetto centrale trilobato e, ai lati, due archetti a tutto sesto sorretti da colonnine, sono presenti anche due finestre rettangolari ad arco che interrompono la cornice marcapiano. Su un concio della facciata si può leggere “CAMPII - MDXX”, presumibilmente, l’anno 1520 si riferisce alle prime modifiche apportate all’edificio. Nel XVIII sec. subì danni a causa di un terremoto. Successivamente venne restaurato e dotato di un terzo livello, in seguito demolito,  che fino al 1845 fu il primo teatro della regione. Durante la dominazione francese Palazzo Farnese, residenza degli antichi signori di Campli, venne trasformato in caserma. Venne restaurato, ancora, nel 1888 dopo un periodo di abbandono e decadenza. Nel 1902 è stato inserito nell'elenco dei Monumenti nazionali.[9]
- Porta Angioina (detta anche del Sole, Orientale, di San Giovanni) di Castelnuovo, unica pervenuta a noi delle dieci porte esistenti nel XIV secolo a protezione dei tre nuclei fortificati di Nocella, Campli e Castelnuovo. Alla fine del XV secolo venne eretta la Torretta campanaria asservita all'attigua Chiesa di San Giovanni;

### Architetture militari
- Torre del Melatino, eretta nella frazione di Nocella nel XIII secolo come torre di avvistamento e ricostruita nel 1394 da Roberto IV Melatino;[12]

## Cultura

### Musei
- Museo archeologico nazionale di Campli, sito nell'ex-Convento dei Francescani;

### Siti archeologici
- Necropoli di Campovalano, in località Coccioli di Campovalano.

## Società

### Evoluzione demografica
Abitanti censiti

### Etnie e minoranze straniere
Nel 2008 la popolazione straniera residente a Campli risulta essere l'8,89% del totale. La comunità più numerosa è quella cinese (3,24% del totale della popolazione residente); seguono, tra le più consistenti, quella marocchina (2,2%), quella macedone (0,91%) e quella rumena (0,71%).

### Lingue e dialetti
Nel paese e nelle sue numerose frazioni sono parlate delle varianti del dialetto teramano, appartenente alla famiglia dei dialetti abruzzesi centro-settentrionali, e solo nelle aree più a nord-est (Sant'Onofrio, Floriano, ecc.) si iniziano ad avvertire i primi influssi dei vernacoli della Val Vibrata.
In particolare sono presenti, esattamente come nel capoluogo:
• la pronuncia aperta indistinta di tutte le vocali anche nel parlato italiano (sèra, strètto, colòre, situaziòne), mentre nella vicina Civitella del Tronto, posta pochi chilometri più a nord, sono già in vigore le condizioni "ascolane", che distinguono vocali chiuse ed aperte;
• i frangimenti vocalici di "é" chiusa in "à" (ad es. quàllë per "quello-a", munnàzzë per "immondizia", ecc.).

### Tradizioni e folclore
A Campli, fin dal 1964, ogni ultimo fine settimana del mese di agosto, si tiene la "Sagra della porchetta italica", la prima sagra d'Abruzzo e una delle prime organizzate in Italia. La sagra prevede anche un concorso tra i produttori della gustosa pietanza che consiste in maialini cotti al forno, serviti in panini. L'ideatore della sagra-concorso fu Fernando Aurini, che la pensò per veicolare la conoscenza turistica della cittadina farnese. Per l'occasione Aurini pubblicò anche un'agevole guida turistica dal titolo Campli. Da allora, ogni anno, la sagra si ripete con grande partecipazione di pubblico.
Oltre alla Sagra della porchetta italica, nel comune teramano, specialmente durante il periodo estivo, si tengono altre manifestazioni, come la "festa della pizza", una sagra del tartufo in località Campovalano e un importante "Festival di musica Jazz".
Campli ha avuto anche una lunga tradizione in campo bandistico. Con delibera conciliare del Comune di Campli del 9 ottobre 1862 venne istituita la Banda Musicale Civica. Per finanziare la banda, il 12 maggio 1864 vennero prelevati 75 tomoli (1 tomolo corrisponde a circa 55,5 litri) di grano dal Monte frumentario di quattro Pii Stabilimenti nel territorio camplese (Santa Maria in Platea, Natività di Campovalano, SS Sacramento in Penna, SS Rosario in Floriano). Alcuni nomi di maestri della Banda furono Nazzareno Sorgi (1904), Pietro Santori (1906), Filippo Lucque e Alfredo Rotoloni (1910), Israele Fracassi (1911) Pasquale Michilli (1916), Ernesto Di Matteo (1923), Carlo Faragalli (1925), Giuseppe Mancini (1926), Annibale Michilli e Francesco Parazzetti (1930), Anapo Antellini (1945), Fabio Censori e Costanzo Mariconda (1952), Ionnice Ario (1972, Raffaele Santori (1975).

## Infrastrutture

### Strade
I collegamenti più importanti sono:
- Dorsale Marche-Abruzzo-Molise, collegamento nord-sud in costruzione ma funzionante in alcuni tratti tra cui quello nel comune di Campli, con gli svincoli in località Sant'Onofrio e Sant'Anna di Campli;
- Strada statale 81 Piceno Aprutina, collegamento nord-sud dalla città Ascoli Piceno, nel sud delle Marche, fino a Casoli nell'interno abruzzese.

## Amministrazione
| Periodo        | Periodo        | Primo cittadino      | Partito                                         | Carica      | Note          |
| -------------- | -------------- | -------------------- | ----------------------------------------------- | ----------- | ------------- |
| 23 aprile 1995 | 13 giugno 2004 | Mario Antonietti     | Lista civica di centro-sinistra                 | Sindaco     | [ 17 ] [ 18 ] |
| 14 giugno 2004 | 7 giugno 2009  | Mauro Stucchi        | Lista civica                                    | Sindaco     | [ 19 ]        |
| 8 giugno 2009  | 25 maggio 2014 | Gabriele Giovannini  | Lista civica Capacità e rinnovamento per Campli | Sindaco     | [ 20 ]        |
| 26 maggio 2014 | 8 ottobre 2018 | Pietro Quaresimale   | Lista civica A tutto Campli                     | Sindaco     | [ 21 ]        |
| 9 ottobre 2018 | 26 maggio 2019 | Adolfo Valente       |                                                 | Comm. pref. |               |
| 27 maggio 2019 | in carica      | Federico Agostinelli | Lista civica A tutto Campli                     | Sindaco     | [ 22 ]        |

### Altre informazioni amministrative
Il Comune fa parte dell'unione dei comuni montani della Laga e, dall'anno 2018, è incluso nel club dei borghi più belli d'Italia.

## Sport
Dal 10 ottobre 1957 è attiva l'unione sportiva Campli. La squadra militò nella Serie A FIP (seconda divisione) nei primi anni 1960 fino alla retrocessione nel campionato 1961-62. Dopo diverse vicende di fallimenti e rifondazioni, la squadra "Nova Farnese", erede delle tradizioni cestistiche camplesi, milita nel campionato di serie D. La società gioca presso il Palaborgognoni.